# Falstaff (foguete)

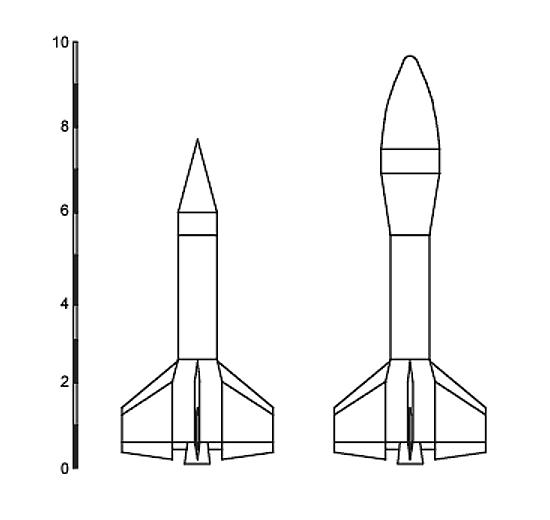
O foguete Falstaff, modelo original à esquerda e operacional à direita.

Falstaff, é um foguete de sondagem de origem britânica. O seu desenvolvimento foi derivado do
Hypersonic Research Vehicle (HRV), este último baseado no maior motor de foguete britânico movido a combustível sólido da época, o Stonechat.

## Origens
No início da década de 60, o Rocket Propulsion Establishment (RPE) iniciou pesquisas para permitir a produção em larga escala de motores usando combustíveis de
base plástica. O resultado desse programa foi o desenvolvimento de um motor de 91,4 cm de diâmetro, que por sua vez foi usado para criar o estágio de foguetes chamado
de Stonechat. Três versões desse motor foram desenvolvidas e testadas: o Stonechat I, a versão "Short Burn" (combustão curta) e o Stonechat II.

## Desenvolvimento
O motor Stonechat I, com 4.030 kg de combustível plástico, gerava um empuxo de 8.340 kN durante 32,3 segundos. Apenas um modelo de veículo com esse tipo de motor foi testado,
sendo chamado de "Falstaff Original". Este veículo era composto de um motor Stonechat I, usando 4 aletas de estabilização e uma coifa cônica com uma tonelada de concreto.
Pesando cerca de 7 toneladas, esse veículo foi lançado em outubro de 1969 de Woomera, obtendo sucesso em todos os aspectos.
O projeto Hyperion, deveria usar a variante "Short Burn" (combutão por 17,7 segundos) do motor Stonechat como primeiro estágio, um motor Rook ou Raven no segundo e um
motor Cuckoo no terceiro. Todos os estudos estavam prontos quando o projeto Hyperion (de voo livre hipersônico), foi cancelado em 1970.
Enquanto o projeto Hyperion era cancelado, o Royal Aircraft Establishment (RAE), buscava um foguete de testes para o que viria a ser conhecido com o programa
Chevaline. A especificação determinava que deveria ser um lançador barato, capaz de conduzir uma cerga útil de 1.000 kg a altitudes superiores a 100 km.
Para atender essa demanda, houve um aumento de densidade no combustível do motor Stonechat, gerando a versão Stonechat II.
A versão chamada de "Falstaff Operacional", usava esse novo motor, e os experimentos eram arranjados dentro de uma coifa de maior diâmetro (1,37 m). Um primeiro voo de
prova foi realizado em 9 de maio de 1975. Seis voos foram realizados entre 1976 e 1979, todos a partir de Woomera na Austrália.

## Características

### Falstaff (operacional)
Era um foguete de apena um estágio (1 x Stonechat II), movido a combustível sólido, com as seguintes características:
- Altura: 5,30 m
- Diâmetro: 92 cm
- Massa total: 5.100 kg
- Carga útil: 1.000 kg
- Apogeu: 100 km (média)
- Estreia: 9 de maio de 1975
- Último: 4 de abril de 1979
- Lançamentos: 7